# Eleutherococcus hypoleucus
Eleutherococcus hypoleucus là một loài thực vật có hoa trong Họ Cuồng cuồng. Loài này được (Makino) Nakai mô tả khoa học đầu tiên năm 1924.